# Jeffrey M. Smith
Jeffrey M. Smith (* 1958 New York) je americký politik a aktivista, zaměřený na práva spotřebitelů, konzultant potravinářských organizací, odpůrce používání geneticky modifikovaných potravin.

## Život a dílo
Vyrůstal v New Yorku a v 80. letech navštěvoval Maharishi University of Management ve Fairfieldu. V roce 1998 byl v Iowě kandidátem Natural Law Party do amerického Kongresu. Roku 2003 založil Institut pro odpovědné technologie (Institute for Responsible Technology), jehož je ředitelem a jediným zaměstnancem, rovněž založil nakladatelství Yes! Books.
O údajných rizikách geneticky modifikovaných potravin napsal roku 2003 knihu Semena klamu a roku 2007 knihu Genetická ruleta, jejíž filmovou adaptaci roku 2012 produkoval a režíroval. Kniha Genetická ruleta vyšla roku 2015 česky pod názvem Doba jedová 5: Geneticky modifikované potraviny.

## Filmografie
- 2012 – Genetic Roulette: The Gamble of our Lives – režie a produkce[2]